# Nobuko Tadokoro
Julia Nobuko Tadokoro Takamatsu (1945 - Lima 2009), más conocida como Nobuko, nombre con el que firmaba sus obras, fue una ilustradora nikkei peruana.

## Educación
Estudió en la Escuela Nacional Superior Autónoma de Bellas Artes del Perú, y es considerada una de las pioneras de la ilustración infantil en el Perú.

## Obra
Su técnica destacaba por el uso de la tinta o tinta china sobre cartulina, así como referencias semióticas al mundo andino y amazónico.
Durante la década de los setenta, sus ilustraciones aparecieron en las revistas Urpi, publicaciones infantiles difundidas entre 1974 y 1975 junto con el diario La Prensa. Además, trabajó en otras revistas infantiles como Visión futuro, del semanario Visión Peruana, y Libélula.
En el 2017 la Casa de la Literatura Peruana rindió un homenaje a Nobuko en la exposición de ilustración infantil “Mi casa es linda. Literatura ilustrada para niños en el Perú”, la cual estuvo acompañada de un catálogo virtual en donde exponían muchas de sus obras, incluyendo “El niño sonso” y “En Lima”.